# Хорн, Эрнст
Эрнст Хорн (родился в 1949 году в Мюнхене) — немецкий музыкант и дирижёр, сыгравший немалую часть в становлении таких коллективов, как Deine Lakaien, Qntal и Helium Vola.

## Биография
Эрнст Хорн обучался классической музыке в Мюнхене, Фрайбурге и Гамбурге и работал впоследствии в Карлсруэ и Ольденбурге. Также занимал должность дирижёра и пианиста в мюнхенском Bayerisches Staatsschauspiel.
В 1985 году Хорн бросил свою карьеру ради сочинения собственной музыки, в том числе электронной. Мировую известность он получил благодаря группе Deine Lakaien, основанной им в 1985 году вместе с Александром Вельяновым.
В настоящее время музыкант живёт и работает в Мюнхене.